# Groupe des écoles des mines
Die Groupe des écoles des mines (GEM) ist eine Gruppe von 8 Ingenieurschulen des Institut Mines-Télécom (IMT), die zu den Grandes Écoles gehören, einer französischen Hochschuleinrichtung, die vom öffentlichen französischen Universitätssystem getrennt, aber parallel und mit diesem verbunden ist. Ähnlich wie die Ivy League in den Vereinigten Staaten, Oxbridge im Vereinigten Königreich und die C9 League in China sind die Grandes Écoles akademische Eliteeinrichtungen, die Studenten in einem äußerst wettbewerbsorientierten Verfahren aufnehmen. Die Absolventen bekleiden Spitzenpositionen in Regierung, Verwaltung und Unternehmen in Frankreich.
Obwohl die IMT-Ingenieurschulen teurer sind als öffentliche Universitäten in Frankreich, haben die Grandes Écoles in der Regel viel kleinere Klassen und Studentengruppen, und viele ihrer Programme werden auf Englisch unterrichtet. Die Grandes Écoles zeichnen sich durch internationale Praktika, Studienmöglichkeiten im Ausland und enge Beziehungen zur Regierung und zur Unternehmenswelt aus. Viele der renommiertesten Schulen in Europa sind Mitglieder der Conférence des grandes écoles (CGE), so auch die Ingenieurschulen des IMT. Die Abschlüsse des IMT sind von der Conférence des Grandes Écoles akkreditiert und werden vom französischen Bildungsministerium (Le Ministère de L'éducation Nationale) verliehen.

## Mitglieder
- École Nationale Supérieure des Mines d’Albi-Carmaux
- École Nationale Supérieure des Mines d’Alès
- IMT Nord Europe
- École Nationale Supérieure des Mines de Nancy
- IMT Atlantique
- Mines ParisTech
- École Nationale Supérieure des Mines de Saint-Etienne
- École Nationale Supérieure des Mines de Rabat